# Мотлі (Вірджинія)
Мотлі (англ. Motley) — переписна місцевість (CDP) в США, в окрузі Піттсильванія штату Вірджинія. Населення — 825 осіб (2020).

## Географія
Мотлі розташоване за координатами 37°3′57″ пн. ш. 79°21′5″ зх. д. / 37.06583° пн. ш. 79.35139° зх. д. (37.065872, -79.351308).  За даними Бюро перепису населення США в 2010 році переписна місцевість мала площу 10,30 км², з яких 10,27 км² — суходіл та 0,04 км² — водойми.

## Демографія
Згідно з переписом 2010 року, у переписній місцевості мешкало 1015 осіб у 430 домогосподарствах у складі 303 родин. Густота населення становила 99 осіб/км².  Було 490 помешкань (48/км²).
Расовий склад населення:
| - 72,3 % — білих - 25,7 % — чорних або афроамериканців - 0,2 % — корінних американців - 0,2 % — азіатів |

До двох чи більше рас належало 1,5 %. Частка іспаномовних становила 0,4 % від усіх жителів.
За віковим діапазоном населення розподілялося таким чином: 21,8 % — особи молодші 18 років, 58,5 % — особи у віці 18—64 років, 19,7 % — особи у віці 65 років та старші. Медіана віку мешканця становила 43,9 року. На 100 осіб жіночої статі у переписній місцевості припадало 95,6 чоловіків;  на 100 жінок у віці від 18 років та старших — 95,1 чоловіків також старших 18 років.
Середній дохід на одне домашнє господарство  становив 46 139 доларів США (медіана — 43 173), а середній дохід на одну сім'ю — 52 327 доларів (медіана — 47 750). Медіана доходів становила 39 091 долар для чоловіків та 31 400 доларів для жінок. За межею бідності перебувало 13,5 % осіб, у тому числі 27,1 % дітей у віці до 18 років та 3,3 % осіб у віці 65 років та старших.
Цивільне працевлаштоване населення становило 418 осіб. Основні галузі зайнятості: виробництво — 23,7 %, будівництво — 17,0 %, фінанси, страхування та нерухомість — 10,5 %, освіта, охорона здоров'я та соціальна допомога — 10,3 %.